# Pierre Maillard-Verger
Pour les articles homonymes, voir Maillard et Verger.
Pierre Maillard-Verger est un compositeur et pianiste français né le 5 décembre 1910 à Paris où il est mort le 30 avril 1968.

## Biographie
Il était élève dans la classe d'harmonie de Jean Gallon et de composition de Paul Dukas au Conservatoire de Paris. Il obtient en 1927 un premier prix d'harmonie a l'issue de la fin de sa troisième année d'étude.
En 1939, il a été 1er grand prix de Rome en composition musicale avec sa cantate La farce du Mari fondu.
Il meurt le 30 avril 1968 à l'hôpital de l'Hôtel-Dieu à Paris et est inhumé au cimetière parisien de Bagneux (division 92).

## Œuvres
- 1939 : Cantate du prix de Rome : La farce du Mari fondu
- Musique accompagnant la lecture de Jean Deschamps de La Chanson de Roland (trio de barytons et luth), et de celle d'Antigone de Sophocle
- Caprice, Etude en quartes, Petite Suite (7 pièces faciles : Rêverie, Jeux, Polka, Echo, Valse, Plainte, Tarentelle) pour piano
- Des Noëls pour chœur
- Des musiques de films

### Discographie en tant qu'interprète
- Mélodies de Fauré, avec Camille Maurane
- Mélodies de Fauré, avec Pierre Mollet
- Mélodies de Mozart, de Schumann, de Moussorgski, avec Estel Sussman
- Œuvres de la renaissance avec le sextuor vocal de France
- Pièces de Beethoven, Mozart, Rameau au piano